# Bacopa aquatica
Bacopa aquatica är en grobladsväxtart som beskrevs av Jean Baptiste Christophe Fusée Aublet. Bacopa aquatica ingår i släktet tjockbladssläktet, och familjen grobladsväxter. Inga underarter finns listade i Catalogue of Life.